# Éditions de l'Oiseau-Lyre
Les Éditions de l'Oiseau-Lyre (communément appelées L'Oiseau-Lyre ) sont une maison d'édition musicale française et un label discographique de musique classique spécialisé dans la musique ancienne et baroque. Elle a été fondée en 1932 en tant qu'éditeur d'éditions savantes de musique ancienne qui n'avaient jamais été publiées auparavant. Sa branche spécialisée dans les enregistrements musicaux, développée à partir des années 1960, est devenue un label spécialisé qui fait maintenant partie de la maison Decca.

## Histoire

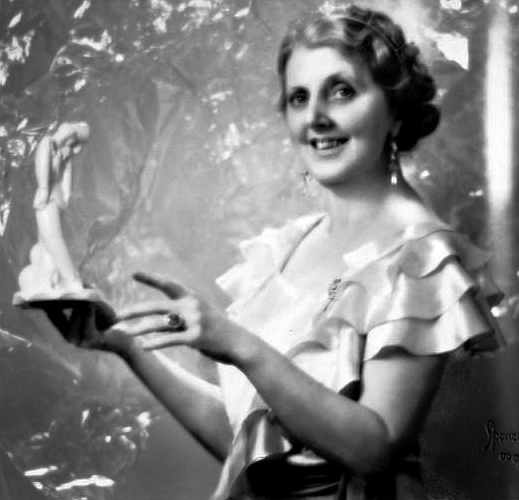
Fondatrice Louise Hanson-Dyer.

La société est financée et établie au 122 rue de Grenelle à Paris 7e en 1932 par Louise Dyer (devenue plus tard Hanson-Dyer), une pianiste et philanthrope australienne,.
Louise Dyer s'était installée en France deux ans plus tôt et avait amassé avec énergie une collection de manuscrits et d'imprimés musicaux, de paroles de chant et de dissertations des périodes de musique ancienne, baroque et classique. L'Oiseau-Lyre, le nom français de l'oiseau lyre australien, est choisi par elle ; le logo de la maison d'édition était une représentation de la queue de l'oiseau (mâle) de face, créé en 1938.

« Je veux espérer que sans encombre l’Oiseau Lyre pourra étendre son vol à travers le temps et l’espace. »

— Louise B. M. Dyer (1932)
Le but de Louise Dyer était de produire des éditions historiques de compositeurs européens du XVe au XIXe siècle. Le premier projet adressait les Œuvres complètes de Louis Couperin. Aucune dépense n'est épargnée d'érudition ou en impression, et la collection en 12 volumes qui en résulte est publiée en 1933, à l'occasion du 200e anniversaire de la mort du compositeur. Elle est nommée chevalier de la Légion d'honneur en 1934 en reconnaissance de ce travail. Elle a transféré l'entreprise à Monaco en 1948 après une interruption imputable à la Seconde Guerre mondiale.
Dans les années 1930, elle stimule l'écriture de nouvelles pièces pour trio d'anches auprès des jeunes compositeurs, notamment à l'attention du trio d'anches de Paris.
Louise Dyer décède en 1962 et son (deuxième) mari, Jeff Hanson, continue la publication des éditions de qualité, mais oriente la société vers la production d'enregistrements de haute qualité. Jeff Hanson décède l'année suivante, mais Margarita M. Hanson, sa seconde épouse, continue à diriger l'entreprise d'édition jusqu'en 1996. Sous sa direction, les 25 volumes de Polyphonic Music of the Fourteenth Century (en français : Musique polyphonique du quatorzième siècle) sont publiés, suivis des séries Magnus liber organi et Le Grand clavier, en grande partie avec la collaboration substantielle et l'aide financière de l'Université de Melbourne. Margarita prend sa retraite en 1995 et le contrôle de l'entreprise est transféré à Davitt Moroney, un claveciniste et spécialiste de la musique qui travaillait pour l'entreprise depuis 1981.
Après le départ de Davitt Moroney en 2001, Kenneth Gilbert est devenu Président délégué, ce qui a permis de conclure la série Magnus liber organi en sept volumes. Un certain nombre de nouvelles éditions ont également été publiées, dont les œuvres pour orgue de Louis Couperin et des réimpressions révisées des éditions antérieures de l'Oiseau-Lyre.
Les Éditions de l'Oiseau-Lyre mettnt fin à leur présence en Europe en 2013, revenant à la société mère, Lyrebird Press, à l'Université de Melbourne. La collection Hanson-Dyer se trouve désormais dans la bibliothèque musicale Louise Hanson-Dyer de l'Université de Melbourne, en Australie.

## Label discographique
La branche spécialisée dans les enregistrements de l'Oiseau-Lyre développée par Jeff Hanson a produit un vaste catalogue de centaines de disques vinyles présentant de la musique ancienne et baroque rare et inédite, souvent interprétée par de jeunes artistes. L'Oiseau-Lyre est la première maison de disques à sortir des 33 tours en France. Le côté technique des enregistrements a été géré par les ingénieurs de la Decca Recording Company à Londres.
En 1970, Hanson vend la branche enregistrement à Decca, qui continue à utiliser le nom L'Oiseau-Lyre comme label spécialisé dans la musique ancienne. Peter Wadland prend la direction du label L'Oiseau-Lyre et développe un partenariat d'enregistrement avec l'Academy of Ancient Music et Christopher Hogwood (musique de théâtre d'Henry Purcell, intégrale des symphonies de Mozart, intégrale des symphonies et concertos pour piano-forte de Beethoven). De nombreux enregistrements L'Oiseau-Lyre notoires présentent des spectacles d'artistes sur « instruments d'époque », notamment des enregistrements sur piano-forte des sonates pour piano de Beethoven joués par Malcolm Binns (en), et un certain nombre d'enregistrements de la Renaissance par The Consort of Musicke (en) et Anthony Rooley,.